# Kanton Tournay
Kanton Tournay (francouzsky Canton de Tournay) je francouzský kanton v departementu Hautes-Pyrénées v regionu Midi-Pyrénées. Tvoří ho 27 obcí.

## Obce kantonu
- Barbazan-Dessus
- Bégole
- Bernadets-Dessus
- Bordes
- Burg
- Caharet
- Calavanté
- Castéra-Lanusse
- Clarac
- Fréchou-Fréchet
- Goudon
- Hitte
- Lanespède
- Lespouey
- Lhez
- Luc
- Mascaras
- Moulédous
- Oléac-Dessus
- Orieux
- Oueilloux
- Ozon
- Peyraube
- Poumarous
- Ricaud
- Sinzos
- Tournay